# Saint-Firmin-lès-Crotoy
Saint-Firmin-lès-Crotoy prononcé [sɛ̃.fiʁ.mɛ̃.le.kʁo.twa]  est une ancienne commune française, devenue hameau annexe de la commune du Crotoy, située dans le département de la Somme en région Hauts-de-France.
Si les habitants ne disposent pas officiellement de gentilé, le nom de Saint-Firminois est souvent évoqué.

## Géographie

### Localisation
Saint-Firmin-lès-Crotoy est un village picard du Ponthieu et de la région naturelle du Marquenterre. Il dépend administrativement de la commune du Crotoy. Le village comporte un accès à la baie de Somme, près de l'embouchure de la Maye.
Limitrophe de Rue, la localité est située à 4 km au sud-ouest de Rue, 8 km au nord de Saint-Valery-sur-Somme, 23 km au nord-ouest d'Abbeville et à 63 km au nord-ouest d'Amiens à vol d'oiseau.

Le territoire de la commune est limitrophe de ceux de trois communes:
| Saint-Quentin-en-Tourmont |                         | Rue      |
|                           | Saint-Firmin-lès-Crotoy | Favières |
|                           | Le Crotoy               |          |

### Géologie, relief et hydrographie
Le sol est essentiellement composé de deux parties : les Foraines et les Bas-Champs.
Les Foraines, de consistance plus fine, proviennent du sable éolien des dunes qui s'est enrichi d'humus au fil des siècles.
Les Bas-Champs sont issus des dépôts maritimes, plus argileux. Des renclôtures ont permis la mise en culture de ces terrains fertiles.
Un relèvement de terrain, constitué de galets et sable, appelé Barre-Mer, provient de la destruction des falaises du sud de la Baie. Il a constitué une protection pour les premières habitations de Mayoc.
La Maye, fleuve côtier, trace la limite avec la commune de Saint-Quentin-en-Tourmont. Dès son entrée dans la Baie de Somme, elle change de nom et devient le « Voie de Rue » qui mêle ses eaux avec celles de la Somme.
Une eau saumâtre peut être puisée à 6 ou 7 mètres de profondeur.
Les vents dominants soufflent du sud-ouest.

## Urbanisme

### Lieux-dits, hameaux et écarts
De nombreux écarts ou lieux-dits parsèment le territoire :
- Mayocq (ou Mayoc), à l'abri de la Barre-Mer. L'installation de religieux serait à l'origine de l'établissement de la première ferme.
- Bihen qui doit son nom au cours d'eau qui draine le territoire.
- La Dune, à l'extrémité nord d'une zone de sable fin.
- La Vigie, le Grand-Logis.
- La Vierge, ferme près d'une chapelle qui lui est dédiée.
- La Bassée (y compris Madagascar), près du marais communal, avec ses plans d'eau, adossée à la Barre-Mer.
- Le Champ-Neuf, conquis par des digues ou renclôtures sur les zones où la mer menait des incursions.

### Voies de communication et transports
La localité est desservie par les lignes d'autocars du réseau inter-urbain Trans'80, chaque jour de la semaine, sauf le dimanche et les jours fériés (ligne no 9, Rue - Le Crotoy - Abbeville).

## Toponymie
L'appellation Saint-Firmin renvoie au saint du même nom, premier évêque d'Amiens, auquel est vouée l'église.
Berteaucourt semble bien être le nom précédent du village. Tous ces noms de localités se terminant par -court sont le plus souvent des hameaux ou de petits villages. L'appellatif toponymique -court (français moderne cour) est issu du gallo-roman CORTE qui signifie « domaine ». Cet appellatif est généralement précédé d'un nom de personne germanique. Ces formations toponymiques datent du Moyen Âge. Cette façon de nommer les lieux serait liée à l'apport germanique du VIe siècle,.
Le premier élément Berteau- s'explique par un nom de personne germanique.
En 1126, il est trouvé  Bétaucourt, par Jean de Nesle, comte de Ponthieu, d'après Prarond. Bertaucourt juxta Ruam par Thibaut, évêque d'Amiens en 1197. Une autre forme, Béthencourt-Saint-Firmin en 1724, Pouillé,.
Pour Mayoc, l'appellation renvoie au bras de la Maye qui venait de Rue et au lieu abrité de la Barre-Mer (un hoc) : d'où Maye-hoc.
Bihen est cité comme cours d'eau affluent de la Maye. En 1757, 1764, 1836, l'orthographe ne varie pas, dépendance du Crotoy de 49 habitants en 1899,.

## Histoire
Regnacaire, chef franc, uni à Clovis, au Ve siècle, avait une « maison de campagne » à Mayoc, dans une position délicieuse, abritée de la mer.
Le récit de la vie de saint Josse nous apprend qu'un duc dénommé Haymon résidait dans un château à Mayoc, au début du VIIe siècle. Le saint était chargé de desservir la chapelle. Saint Fursy, de passage à Mayoc, fit renaître à la vie le fils de ce même Haymon.
La seigneurie de Mayoc et Crotoy remonte au moins au temps de saint Angilbert et Charlemagne, elle figure au dénombrement de 831.
Il y avait à Mayoc un monastère (comme à Forest-Montiers et à Saint-Riquier) où les malheureux pouvaient trouver un abri et un asile contre les persécutions.
En 1197, Mayoc primait Le Crotoy qui ne faisait que naître.
Robert de Mayoc, prêtre, est présent lors de la signature de la charte de Ponthoile, en 1201.
En 1290, le comte du Ponthieu, Édouard Ier, roi d'Angleterre, acheta de la commune du Crotoy-Maiocq-Berteaucourt une rente dont le capital fut appliqué aux besoins de cette commune.
Dès 1455, 101 journaux de molières conquises sur la mer sont affermées aux habitants. Ces molières tenaient d'un côté à la rivière Maye, et de l'autre au chemin qui mène de Rue au Crotoy.
Le curé de Saint-Firmin de Bertaucourt-lès-Rue est signataire, entre autres, de la coutume locale de Rue pour 1506, sous le règne de Louis XII.
En 1577, aveu de l'église de Saint-Firmin Béthencourt à la seigneurie de Mayoc.
On constate en 1599 que la grange au sel de Mayoc est brûlée. La « ville » de Mayoc n'est plus que la banlieue du Crotoy.
Au milieu du XVIIe siècle, le père Ignace signale qu'existent encore, sur la butte de Mayoc, les fondations d'une tour qui a servi à éclairer et prévenir les navigateurs.
En 1781, s'ouvre un procès pour « expliquer » les droits du roi, des seigneurs (en particulier le comte d'Artois, apanagiste) et des communautés sur les terres gagnées sur la mer. Le procès ne fut jamais mené à son terme, la Révolution arrivant brutalement. Les communautés s'emparèrent des marais et des terres en litige et les conservèrent.
En 1910 (et seulement depuis 1849), la population masculine majeure peut aller voter grâce à l'instauration du suffrage universel. Voici la répartition (en nombre) de quelques-uns des patronymes des 154 électeurs de la section électorale de Saint-Firmin, :
| Belpaume | Carpentier | Courtois | Danel | Fournier | Horville | Lebrun | Loye | Manier | Ménétrier | Mékilsen | Thiébault | Vacossin |
| 2        | 6          | 5        | 2     | 3        | 2        | 6      | 6    | 5      | 3         | 6        | 3         | 3        |

Pendant la Première Guerre mondiale, des habitants passent la nuit dans un bois près du marais communal, par crainte de bombardements. Un dépôt de munitions explose à Mayocq, plusieurs dizaines de militaires sont tués.
La Deuxième Guerre mondiale est marquée de drames : une fillette meurt électrocutée par une clôture allemande, des hénonniers (ramasseurs de coques) trouvent la mort à la suite du mitraillage, par méprise, par un avion anglais...
Le 18 décembre 1996, un dépôt de munitions explose dans le marais. Un nuage de gaz moutarde (ypérite) impose l'évacuation d'une partie des habitants pendant plusieurs jours.

## Politique et administration
Jusqu'à peu de temps, cette entité était dotée d'un adjoint spécial et d'une école. Saint-Firmin a été rattaché au Crotoy entre 1790 et 1794.

### Liste des adjoints spéciaux
La section électorale élit trois conseillers. Un adjoint spécial est désigné parmi ces trois élus qui siègeront au sein du conseil municipal du Crotoy. L'adjoint spécial est délégué pour les actes d'état-civil de Saint-Firmin depuis 1886.
| Période                                  | Période | Identité           | Étiquette | Qualité |
| ---------------------------------------- | ------- | ------------------ | --------- | ------- |
| Les données manquantes sont à compléter. |         |                    |           |         |
| 1929                                     | 1965    | Paul Cathelain     |           |         |
| 1965                                     |         | Lucien Morel       |           |         |
|                                          |         | Francis Carpentier |           |         |
|                                          |         | Paul Laîné         |           |         |
|                                          |         | Jean-Claude Morel  |           |         |
| 1983                                     | 2001    | Georges Doudoux    |           |         |

## Population et société

### École
En 1899, elle compte 82 garçons et filles.
Jusqu'à trois classes accueilleront les élèves du village.

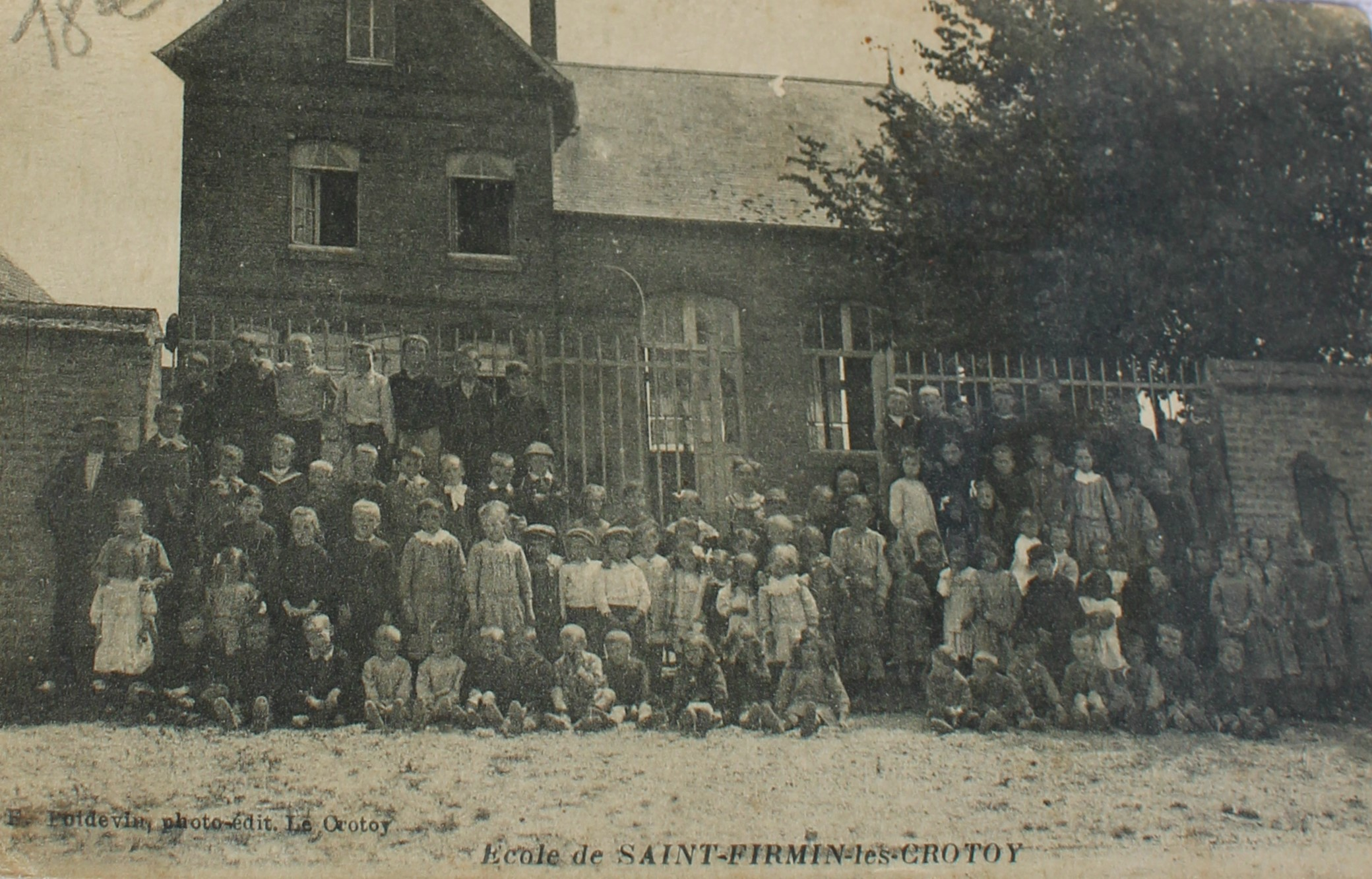
La classe des grands.
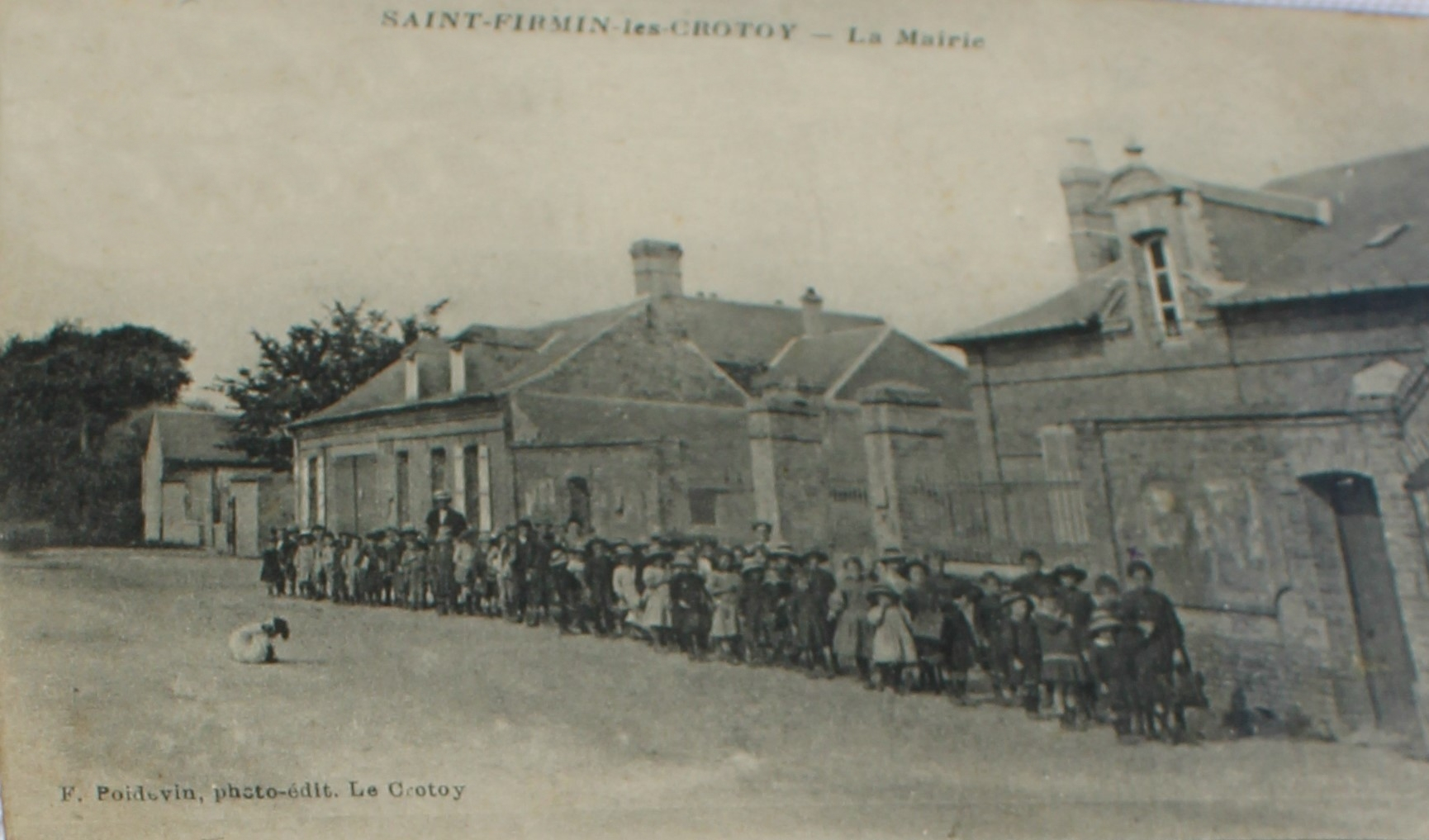
Les classes de petits.
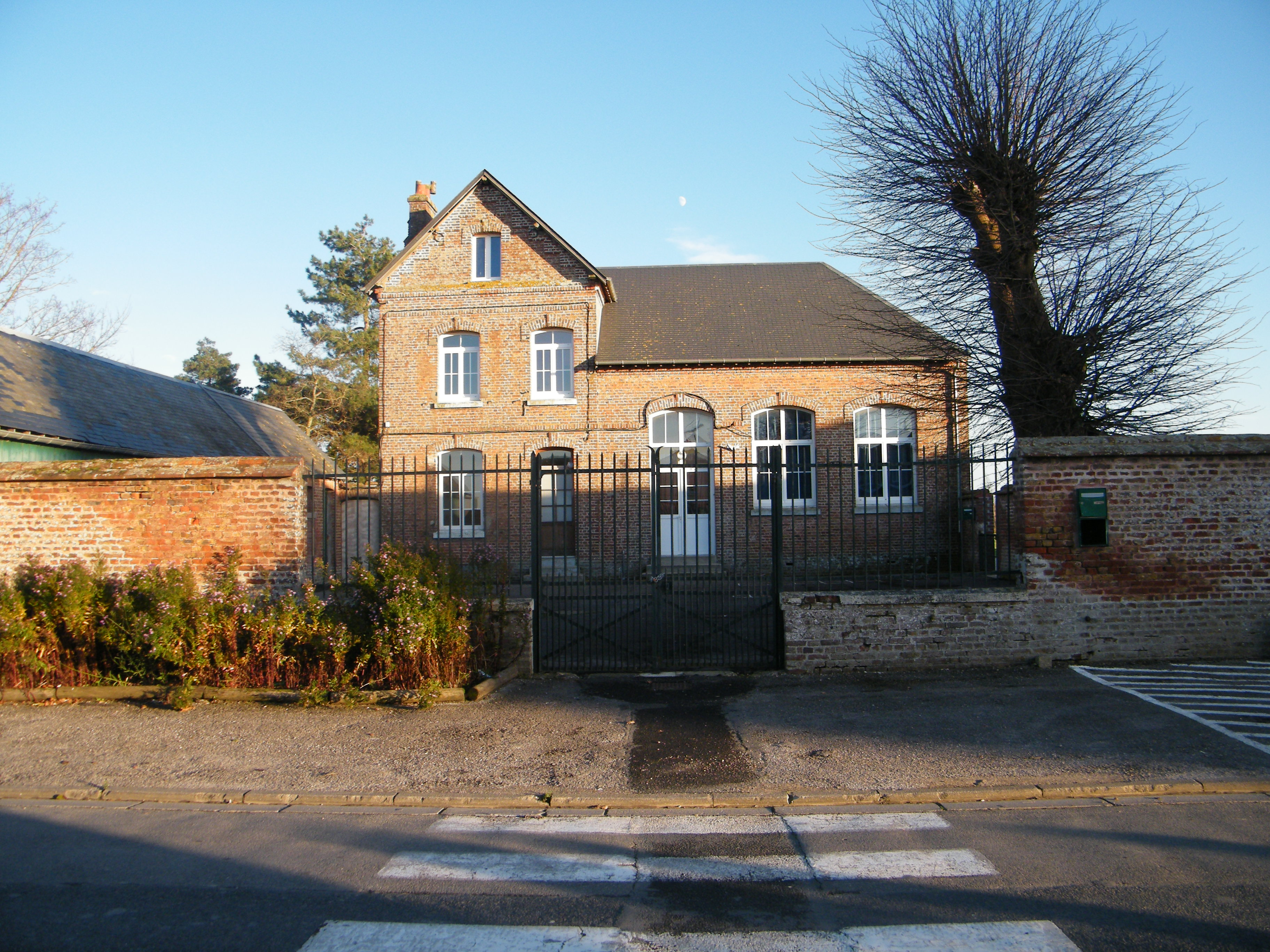
La vie associative locale occupe les lieux.

En 2011, les élèves doivent se rendre au Crotoy. Certains se dirigent vers Rue.

## Démographie

### Évolution démographique
| Année de recensement | Saint-Firmin avec Madagascar | La Bassée | Bihen | Mayoc | La Vierge | La Vigie et Le Grand Logis | Le Champ Neuf |
| 1881,                | 244                          | 22        | 55    | 21    | 12        | 9                          | 6             |

## Économie
L'extraction de matériaux dans les carrières de Saint-Firmin-lès-Crotoy (pratiquement centenaire mais toujours en activité) a conduit au creusement d'un vaste plan d'eau, étendu du Crotoy aux limites communales avec la ville de Rue.
Une base nautique y a été active de 1984 à 1999, mais est désormais fermée, faute d'exploitant associatif ou privé.
Deux étangs de pêche y sont à disposition des passionnés et s'ajoutent à celui creusé dans le marais communal depuis la création de la route panoramique Le Crotoy-Noyelles-sur-Mer.
Si le ramassage des coques (hénons en appellation locale) perdure, les verotiers qui fournissaient les arénicoles pour la pêche ne sont plus d'actualité. La cueillette des salicornes et asters maritimes ou oreilles de cochon est devenue l'activité de la saison touristique pour les pêcheurs à pied.
La mytiliculture a pris son essor. La production de moules de bouchots a rapidement trouvé ses débouchés.
Le tourisme, relativement saisonnier, fournit de l'emploi aux restaurateurs, gérants de camping, centre équestre ou loueurs de gîtes.
L'agriculture et l'élevage se sont concentrés.

Douce, saumâtre ou salée, l'eau favorise la biodiversité.
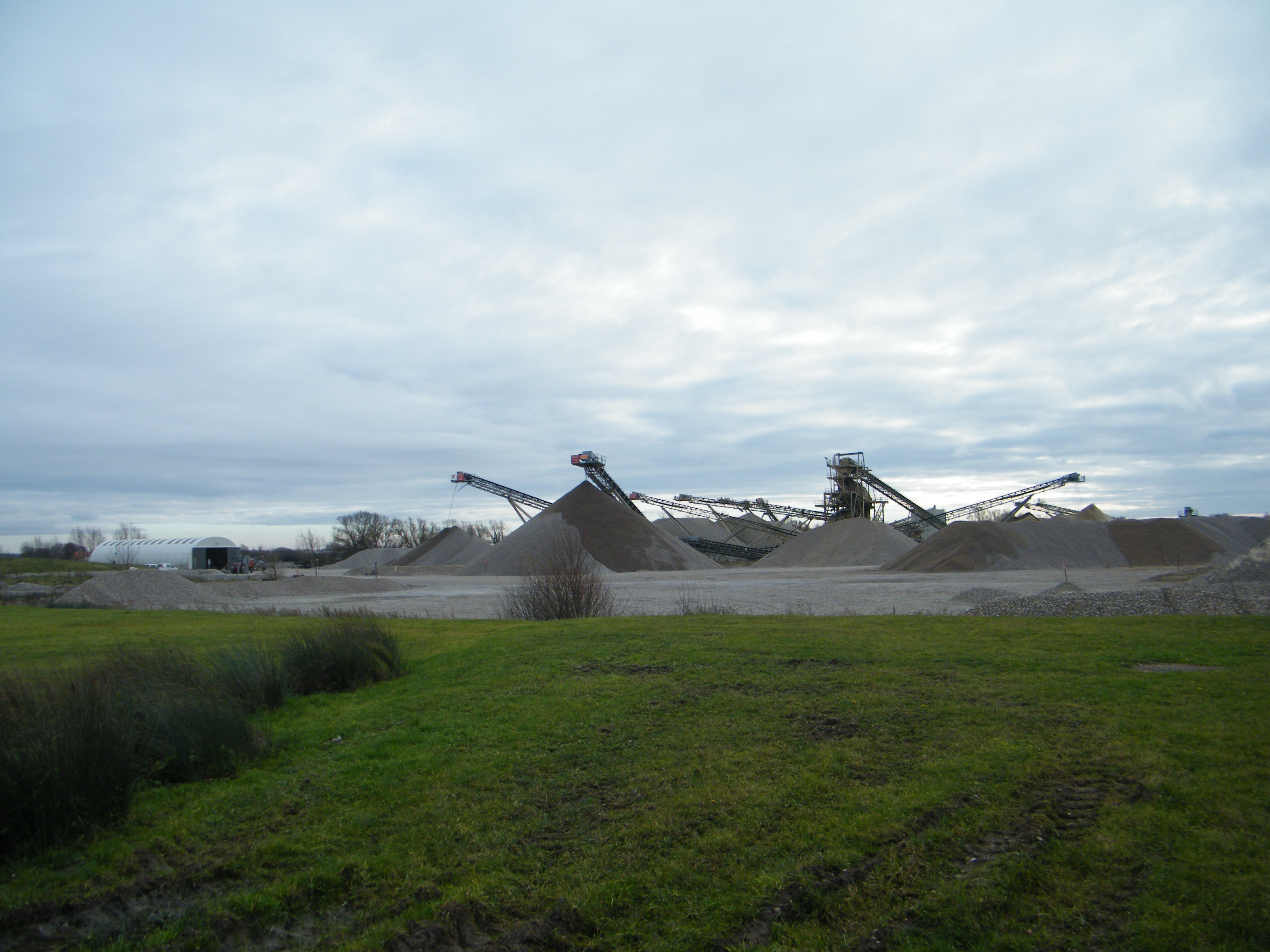
Extraction et traitement des galets à Bihen.
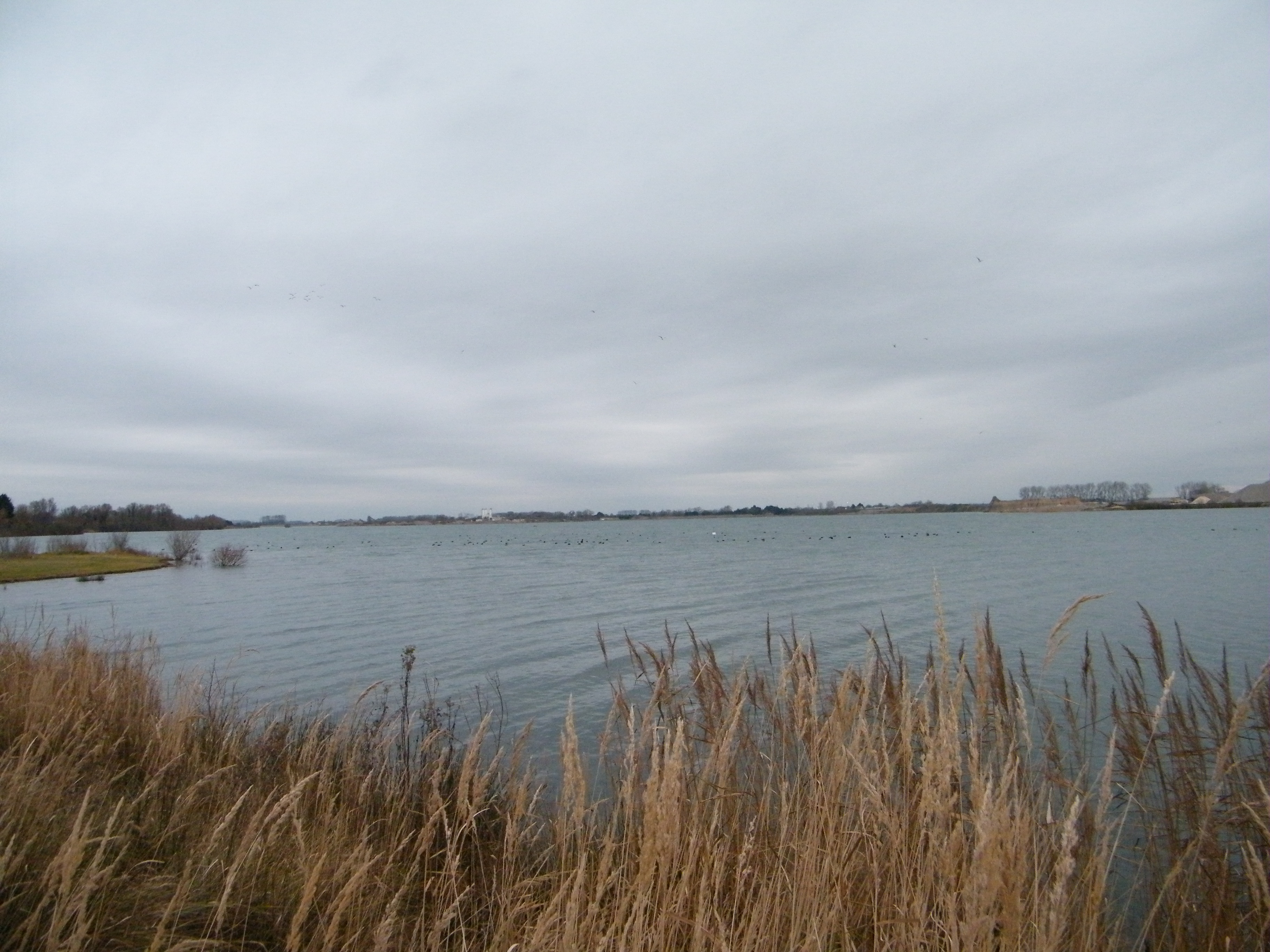
Carrières à Madagascar.
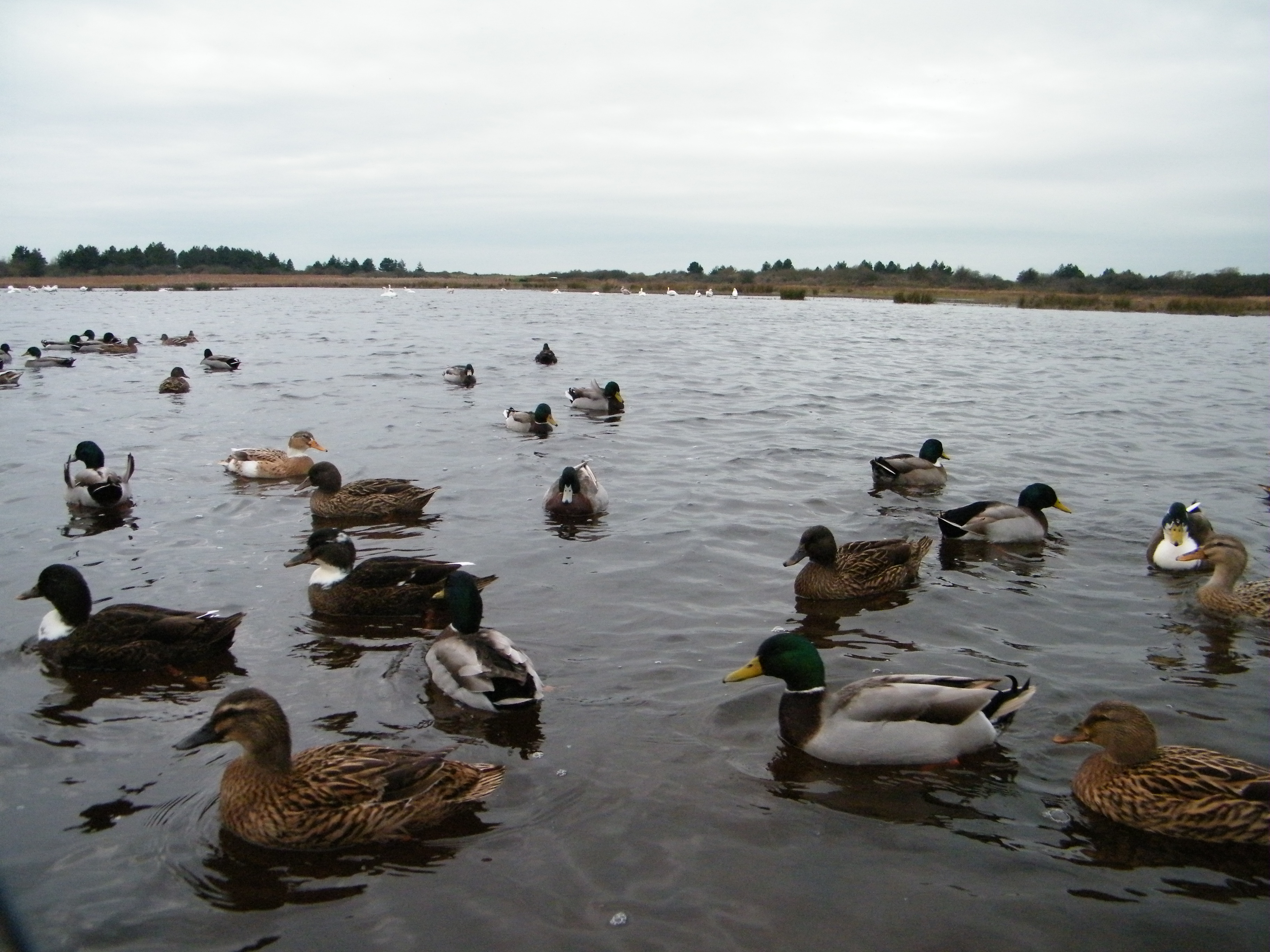
La Bassée, le paradis pour la sauvagine et... les chasseurs, dans le marais communal.
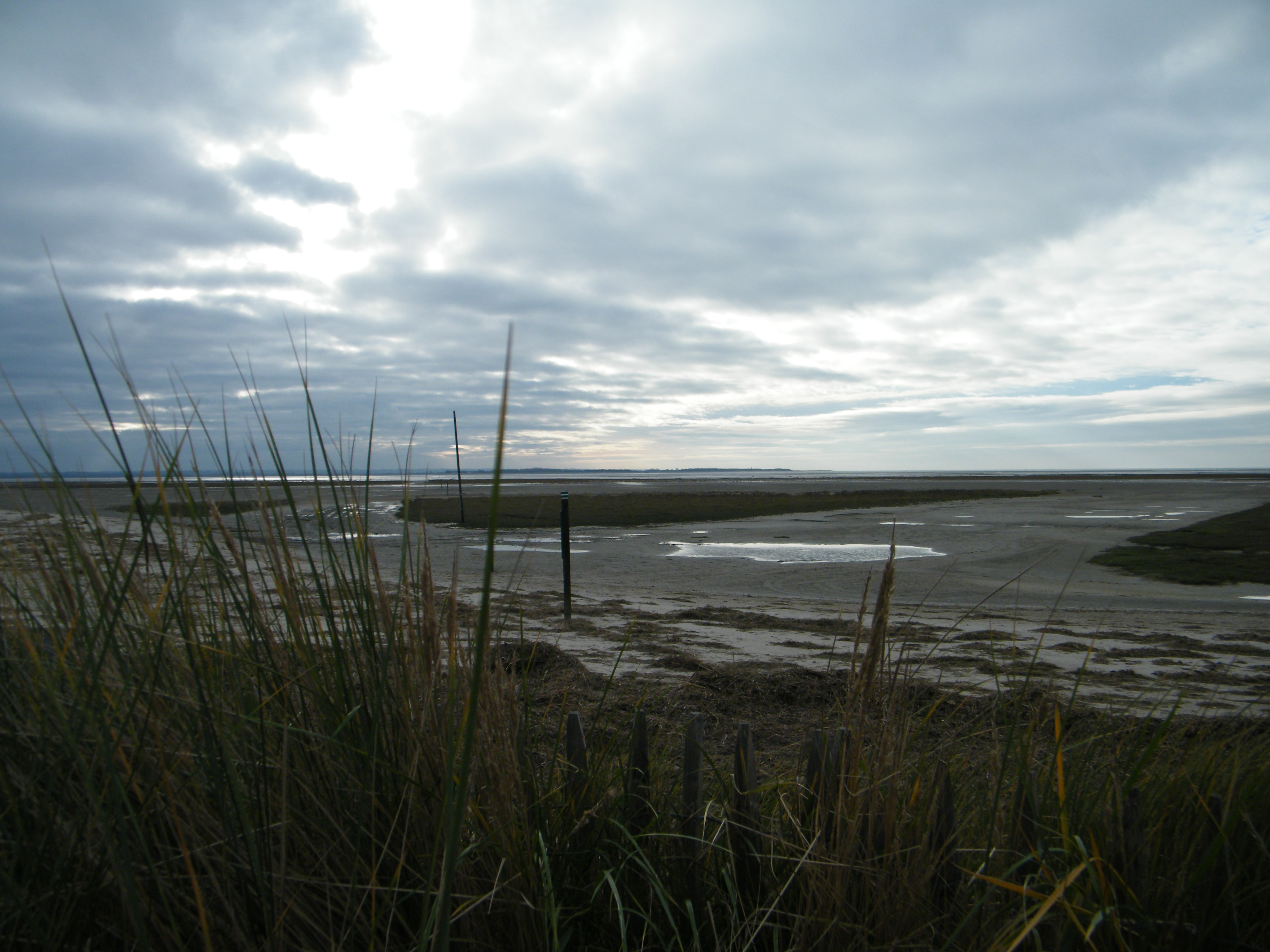
En arrière-plan, le sud de la baie, le Hourdel.
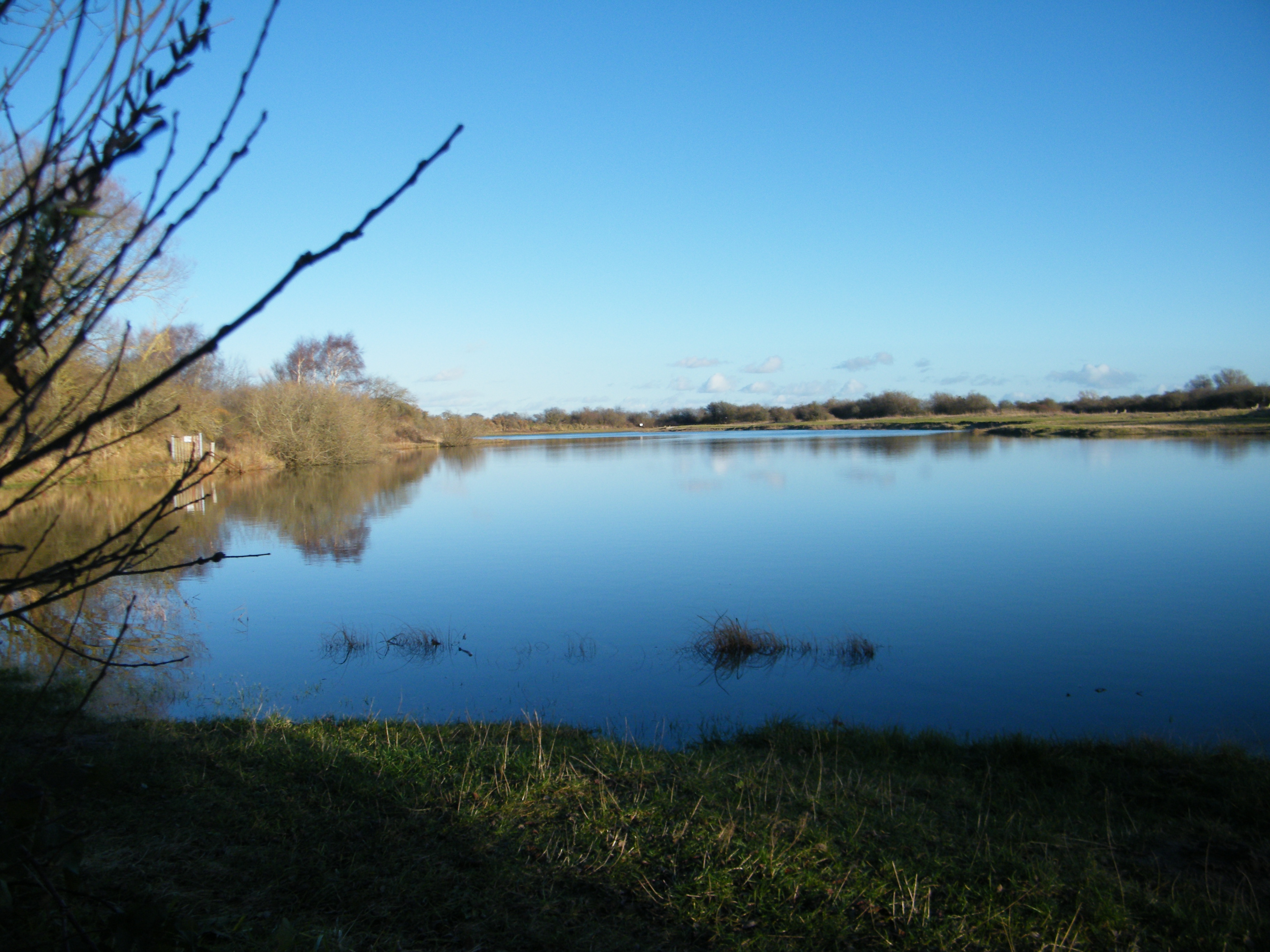
L'étang de pêche dans le marais communal.
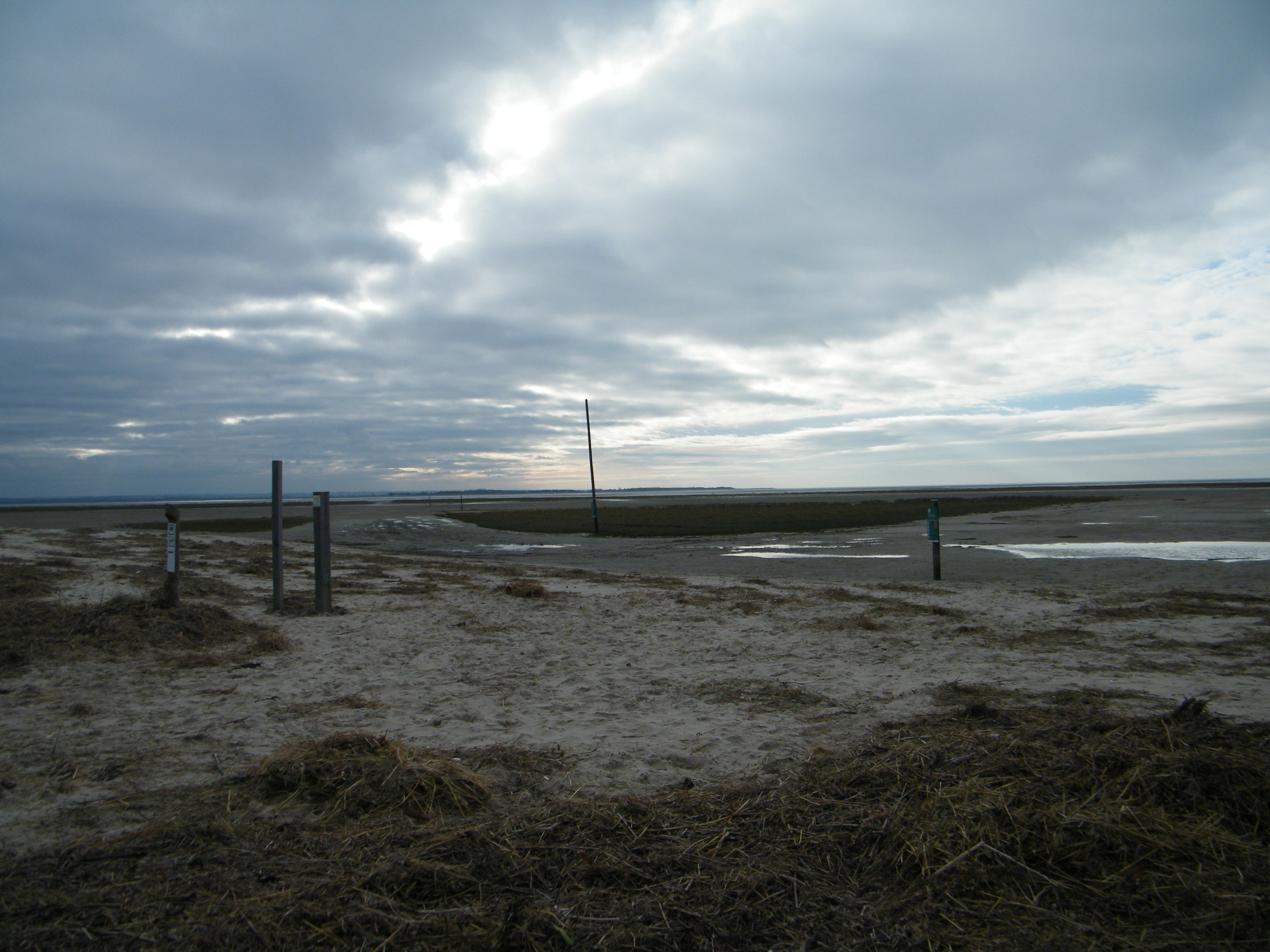
Matérialisation de l'emprise de la Réserve naturelle. Zone protégée à droite, zone chassable à gauche.

### Base nautique
La base nautique de Saint-Firmin a été l'une des plus grandes attractions de Saint-Firmin, rayonnant jusqu'au Crotoy. En passant dans la ville, il est encore aujourd'hui possible de lire l'enseigne du bâtiment jouxtant le plan d'eau A.N.C.R. (acronyme de Activités Nautiques CRotelloises). Le plan d'eau a été exploité de 1984 à 1999 par une association mais a fermé ses portes faute de repreneur.

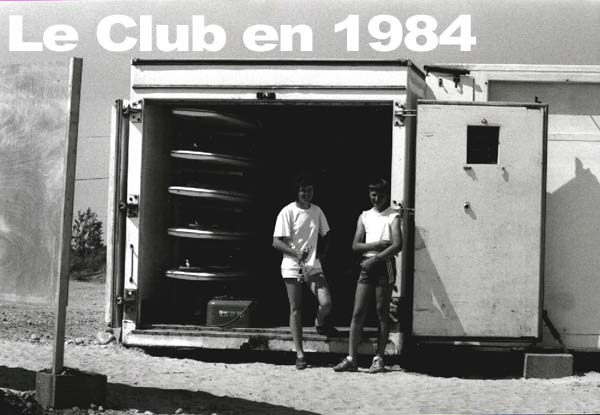
Première installation vétuste pour le club de voile en 1984.
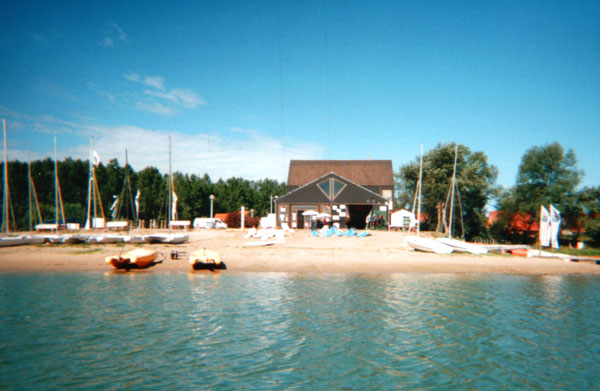
Le club de voile de Saint-Firmin en 1999.
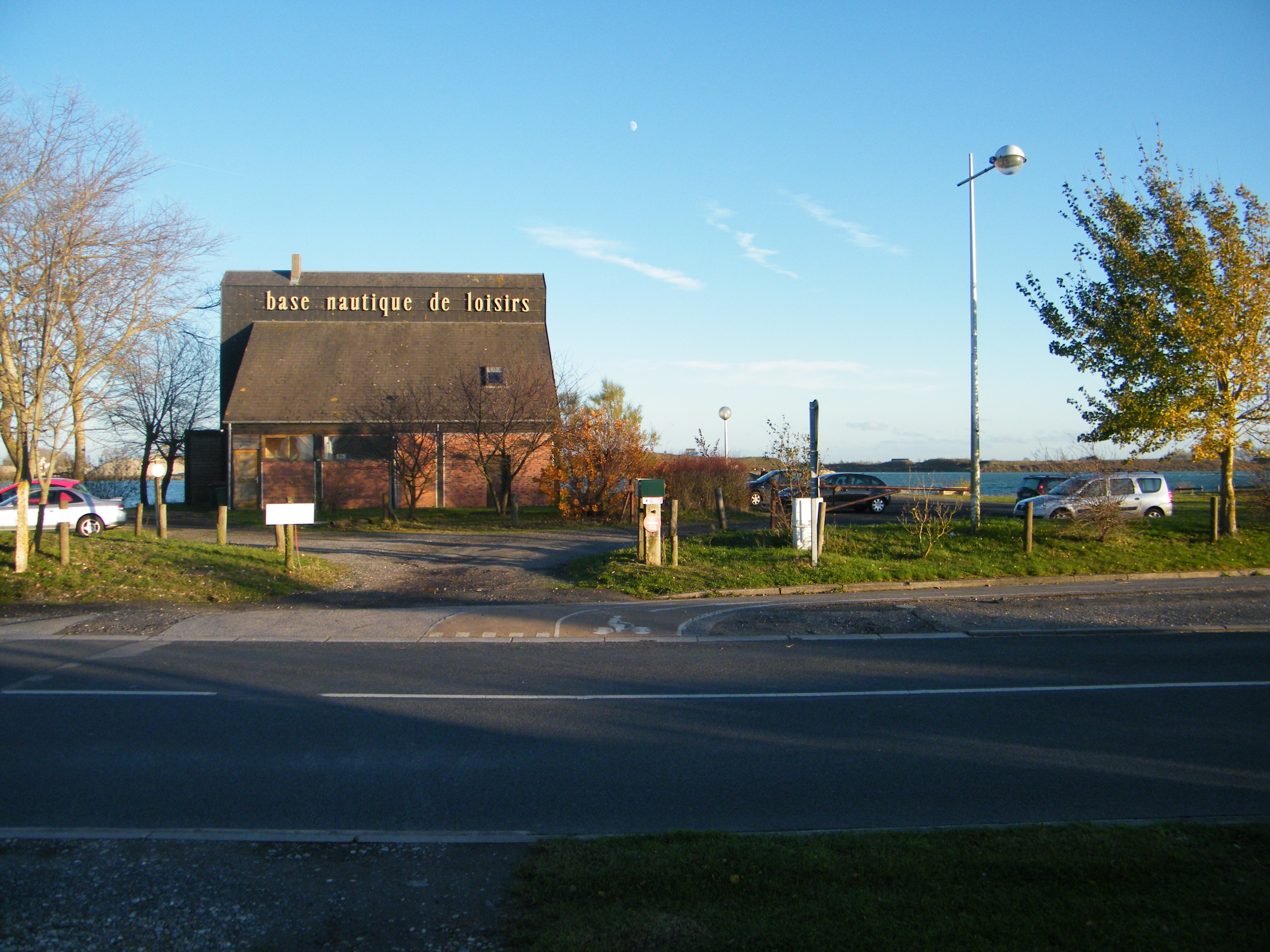
Bâtiment d'accueil de la base nautique.

## Culture locale et patrimoine

### Lieux et monuments
- Église Saint-Firmin : le clocher et le chœur sont en grès alors que la nef est appareillée en brique. Fortement remaniée fin XIXe, les vitraux dateraient des années 1870[Note 6].

- Le cimetière comporte le monument aux morts des victimes civiles et militaires des deux guerres mondiales. Inauguré le 9 juillet 1921, c'est un obélisque de pierre grise réalisé par les établissements Dulermez. Il est gravé d'une croix de guerre et d'un coq poussant son cri de gloire, perché sur un casque[27].
- Chapelle de la Vierge, près de la ferme du même nom, restaurée en 2013.
- Chapelle à la Bassée.
- Résultat de l'extraction des galets sur la digue naturelle dite de barre-mer, le plan d'eau artificiel ainsi créé est le plus grand d'Europe.

Les bâtiments d'une véritable commune.
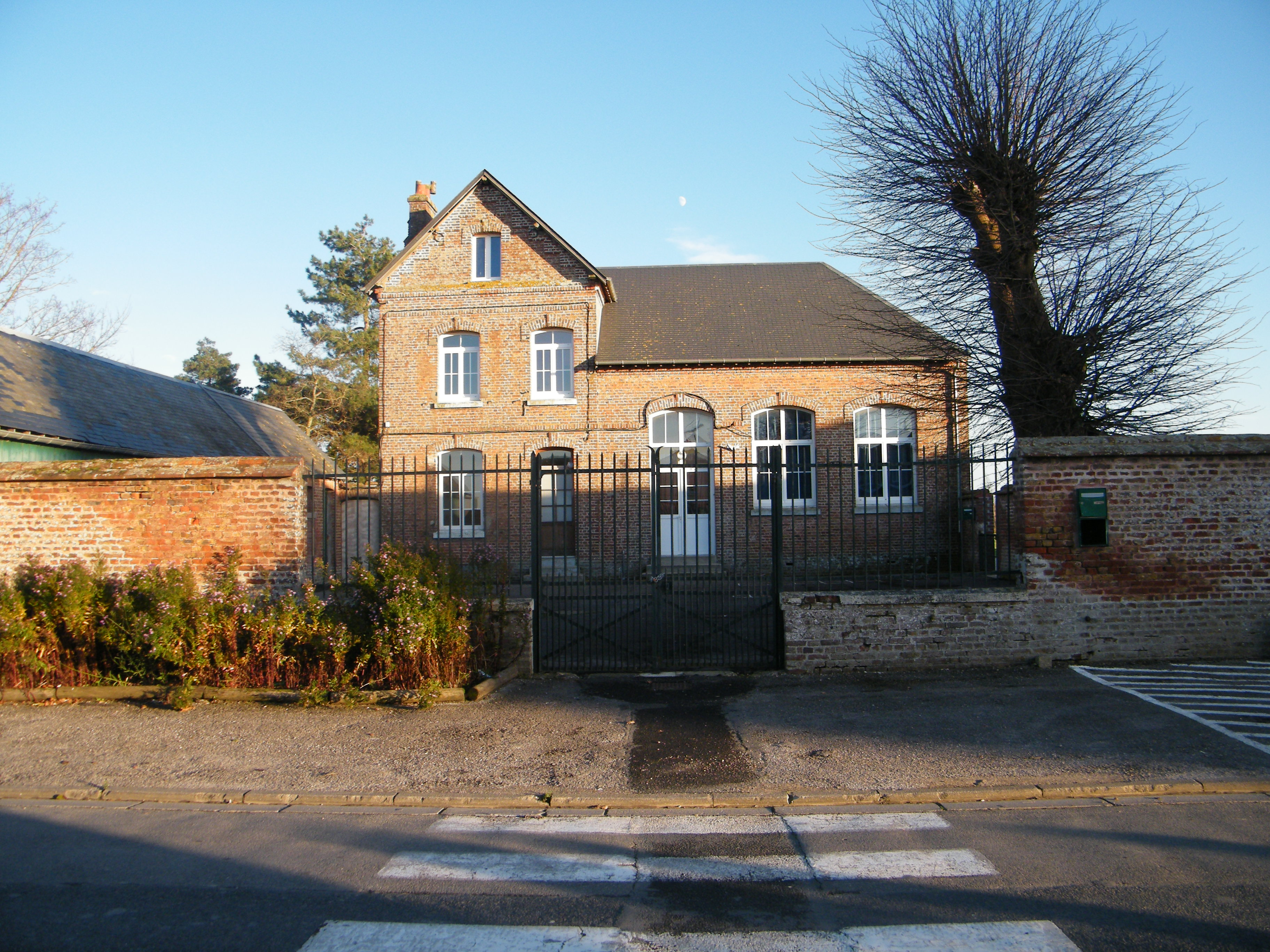
L'ancienne école : la classe des grands.
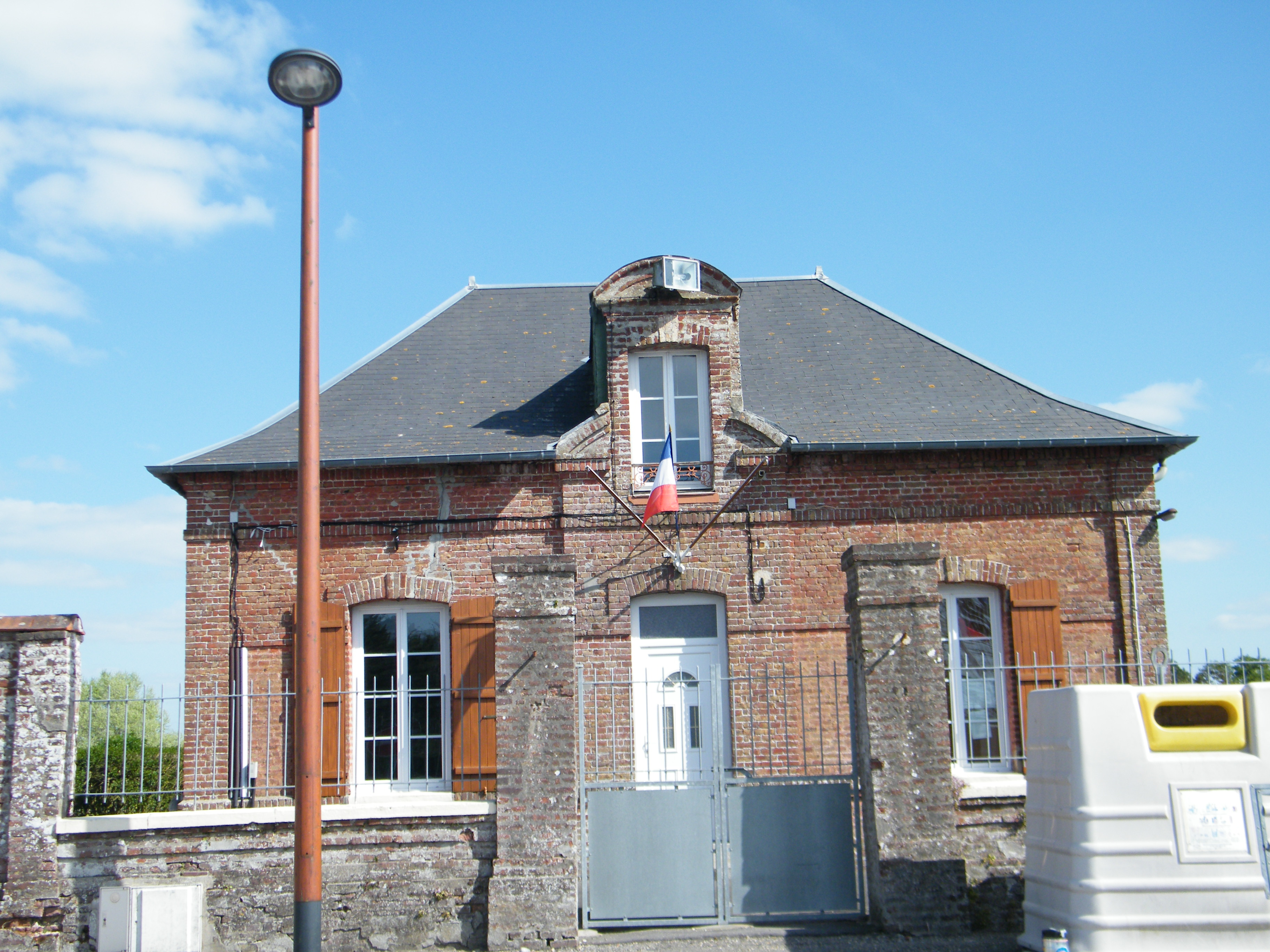
La mairie-annexe.
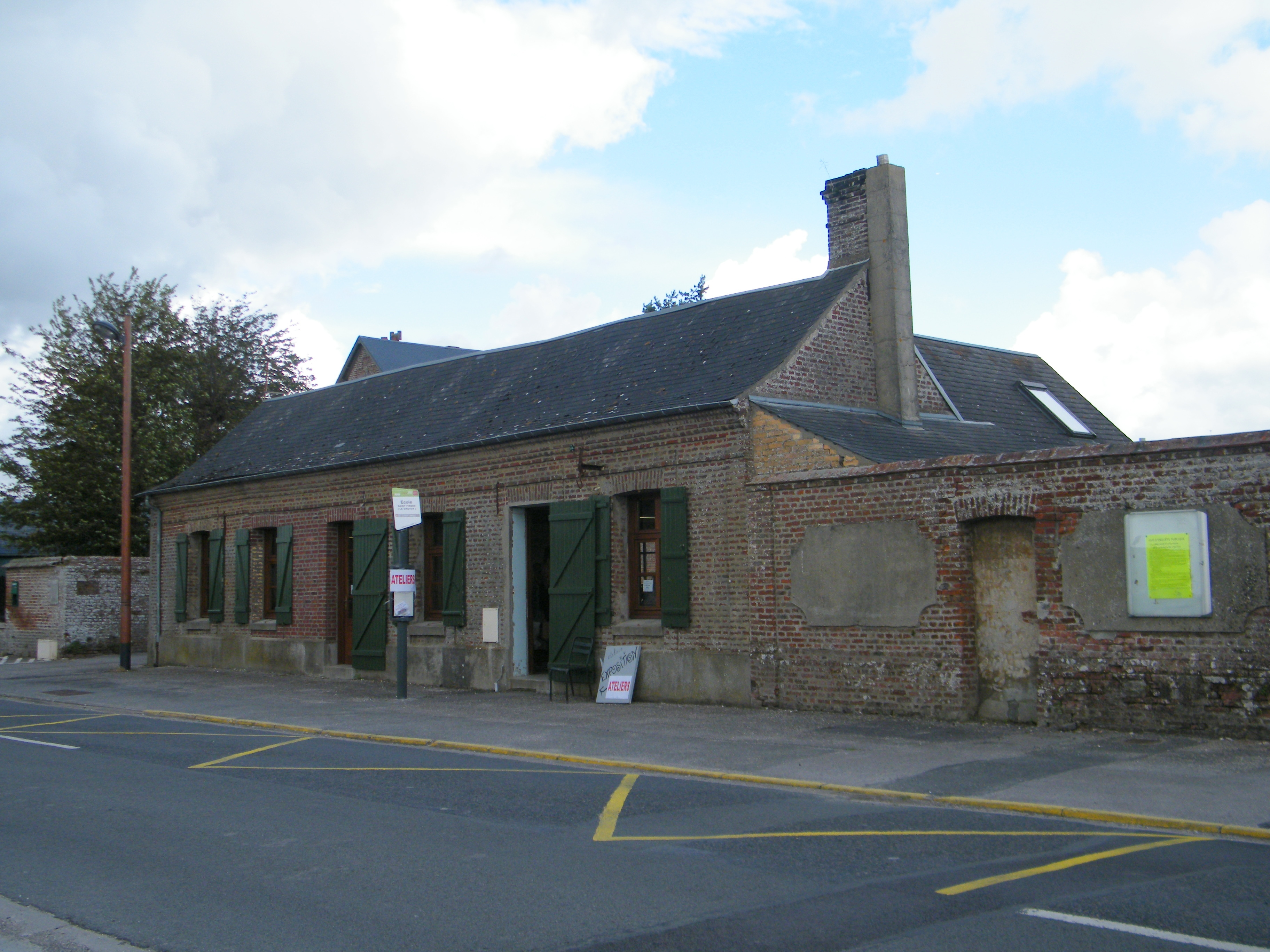
La salle communale.
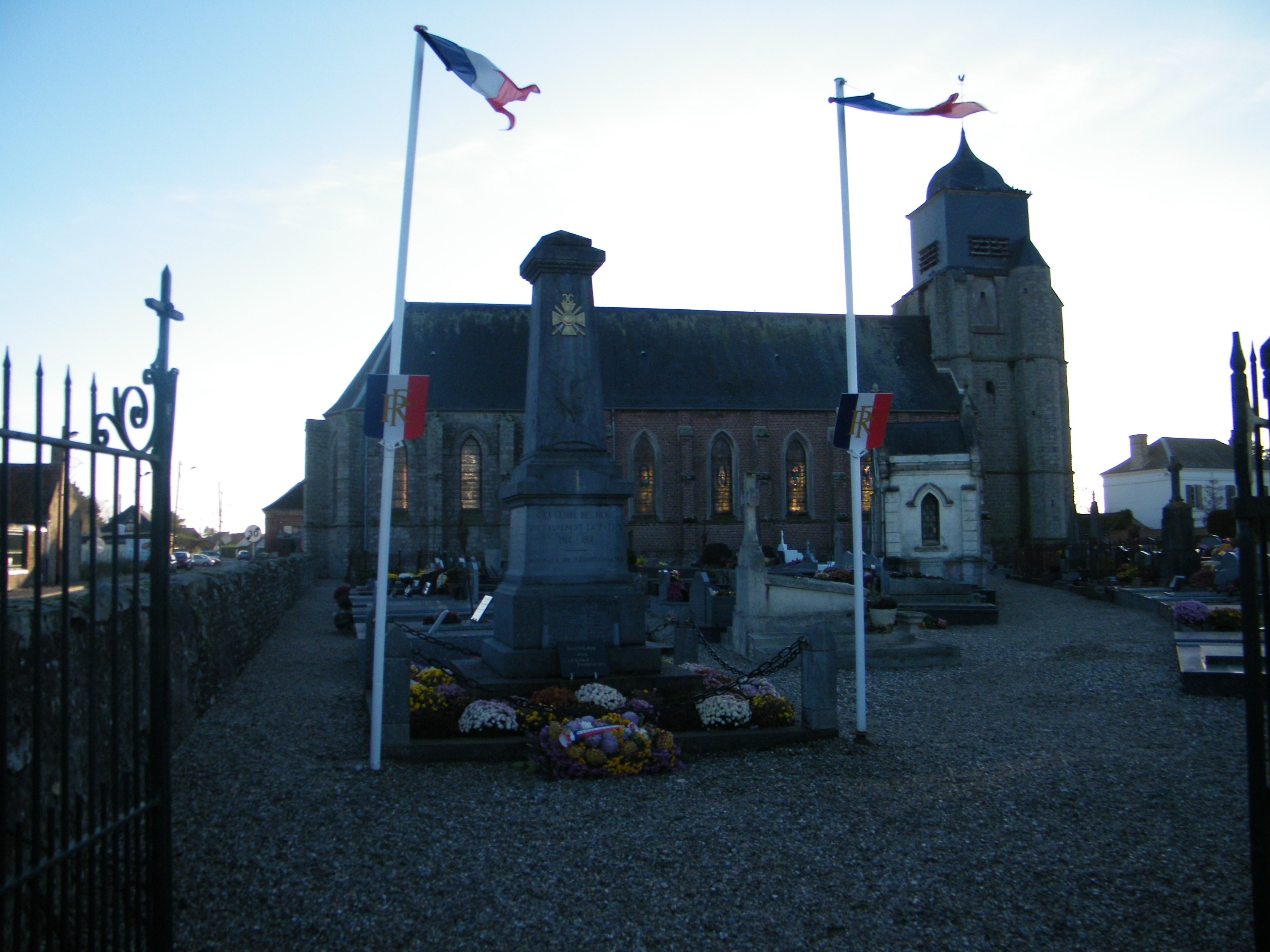
Le monument aux morts pour la patrie, dans le cimetière.
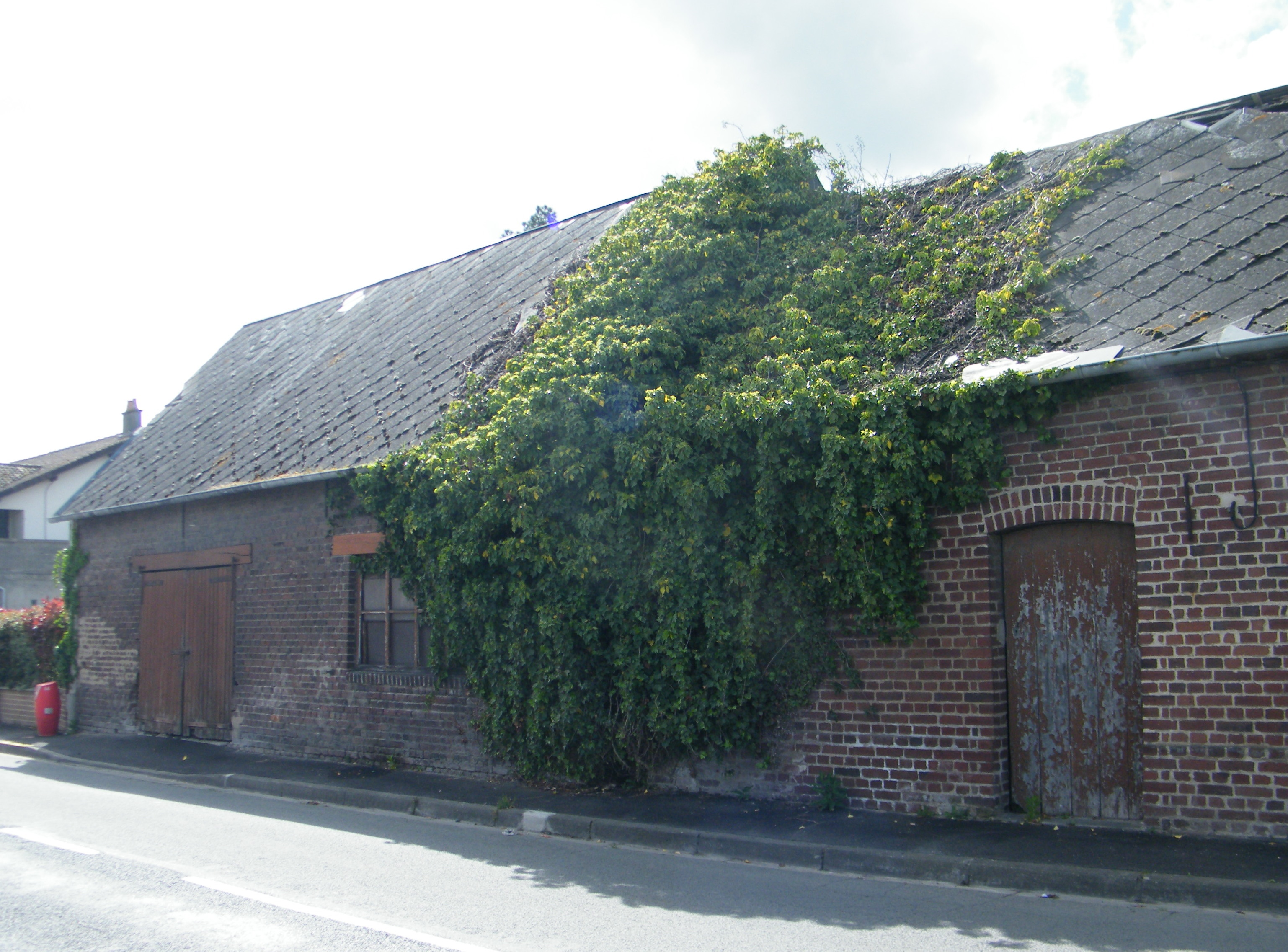
La vieille forge.

Un accès à la Baie de Somme.
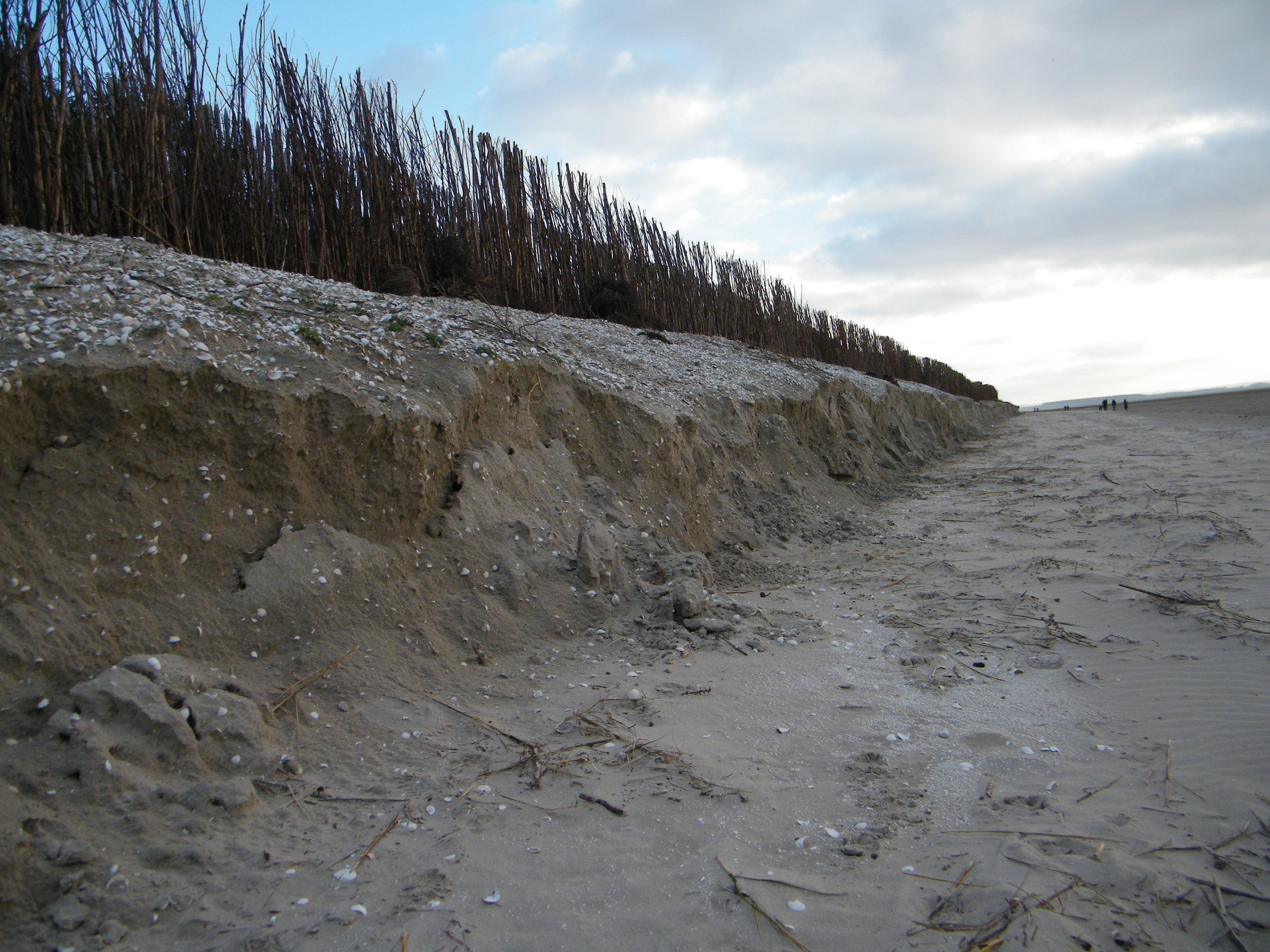
Érosion du trait de côte et protection.
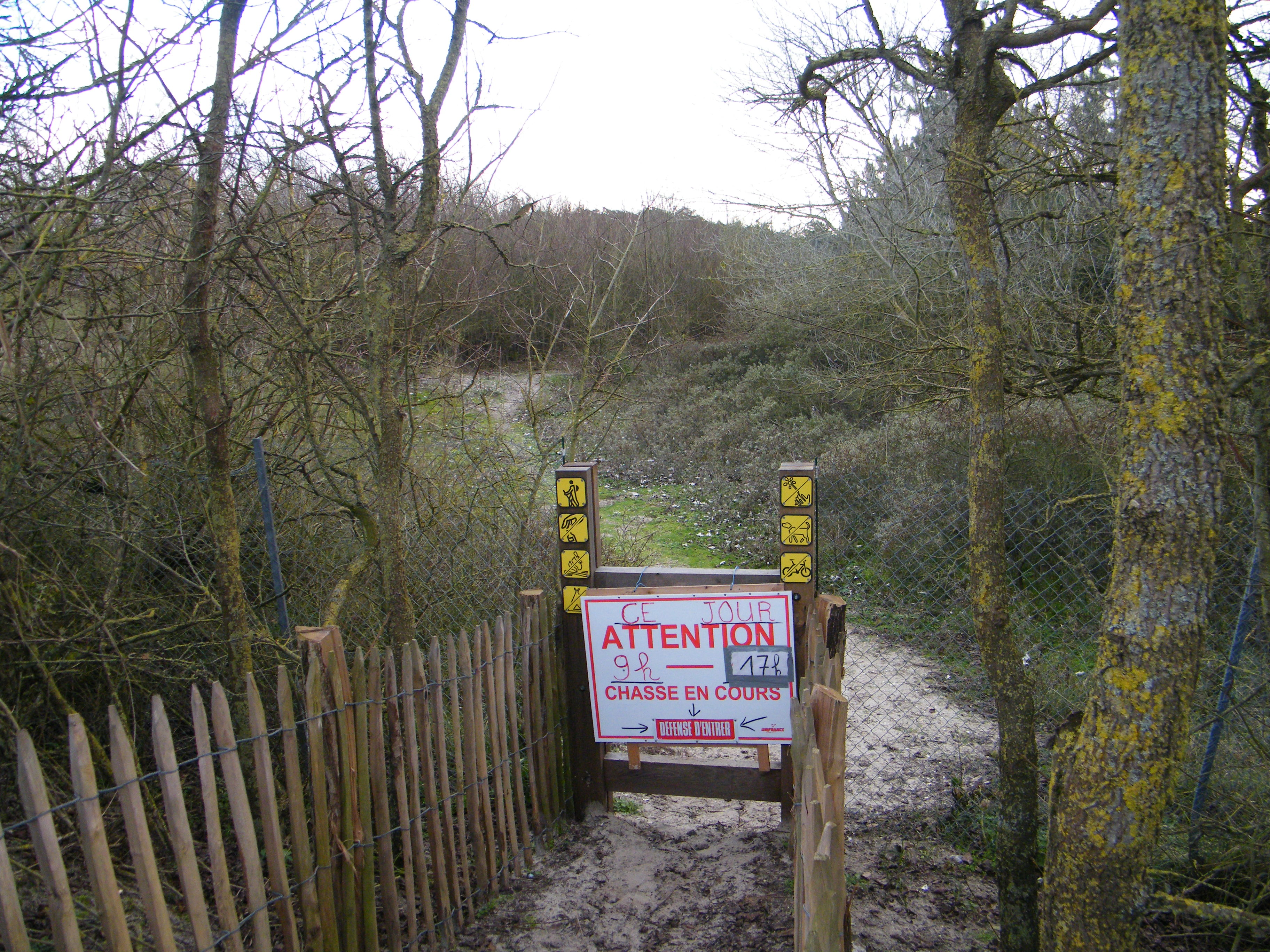
Un des accès au sentier de randonnée, en lisière du marais communal
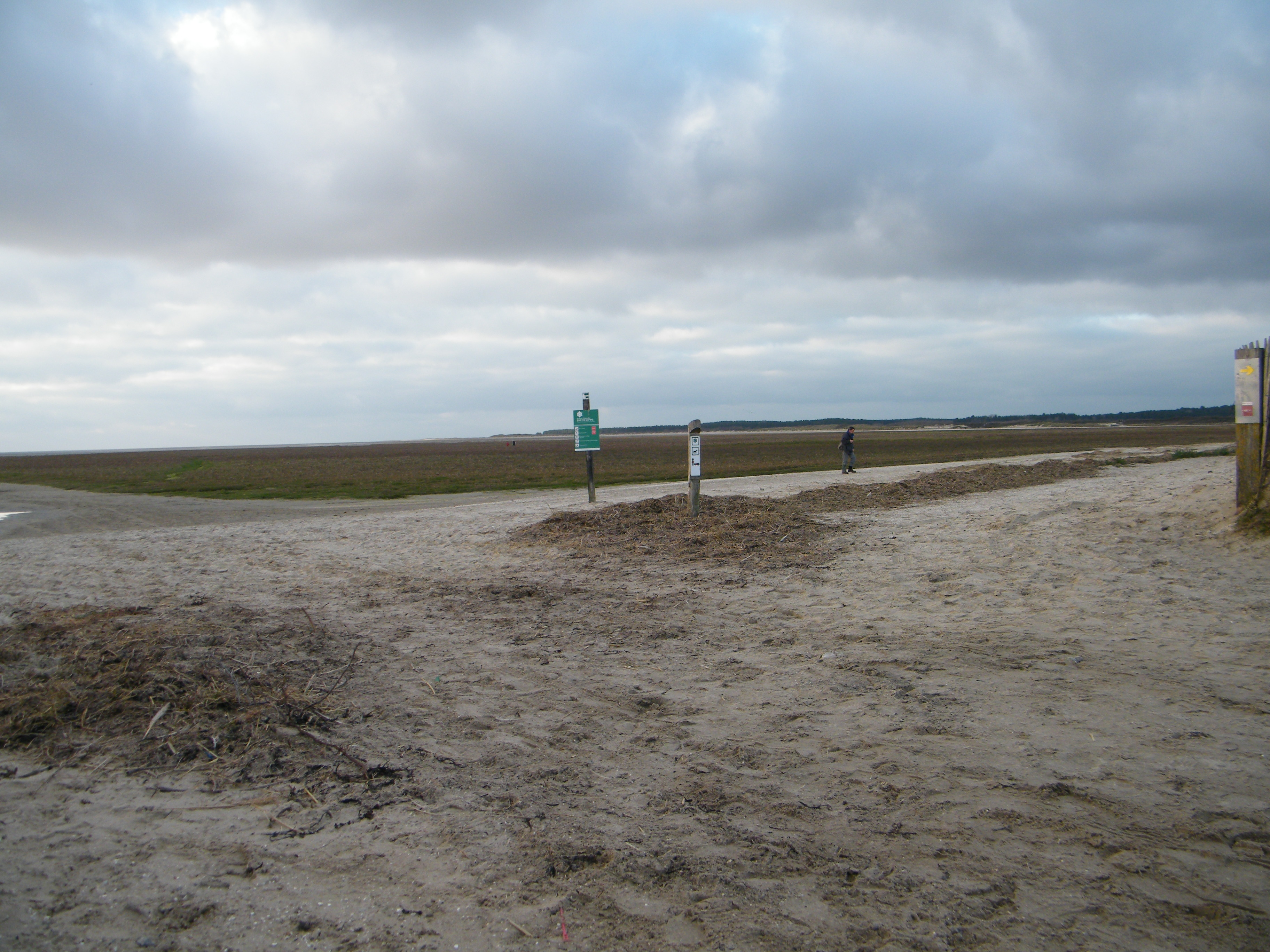
L'accès aux mollières. En arrière-plan : le Parc du Marquenterre.
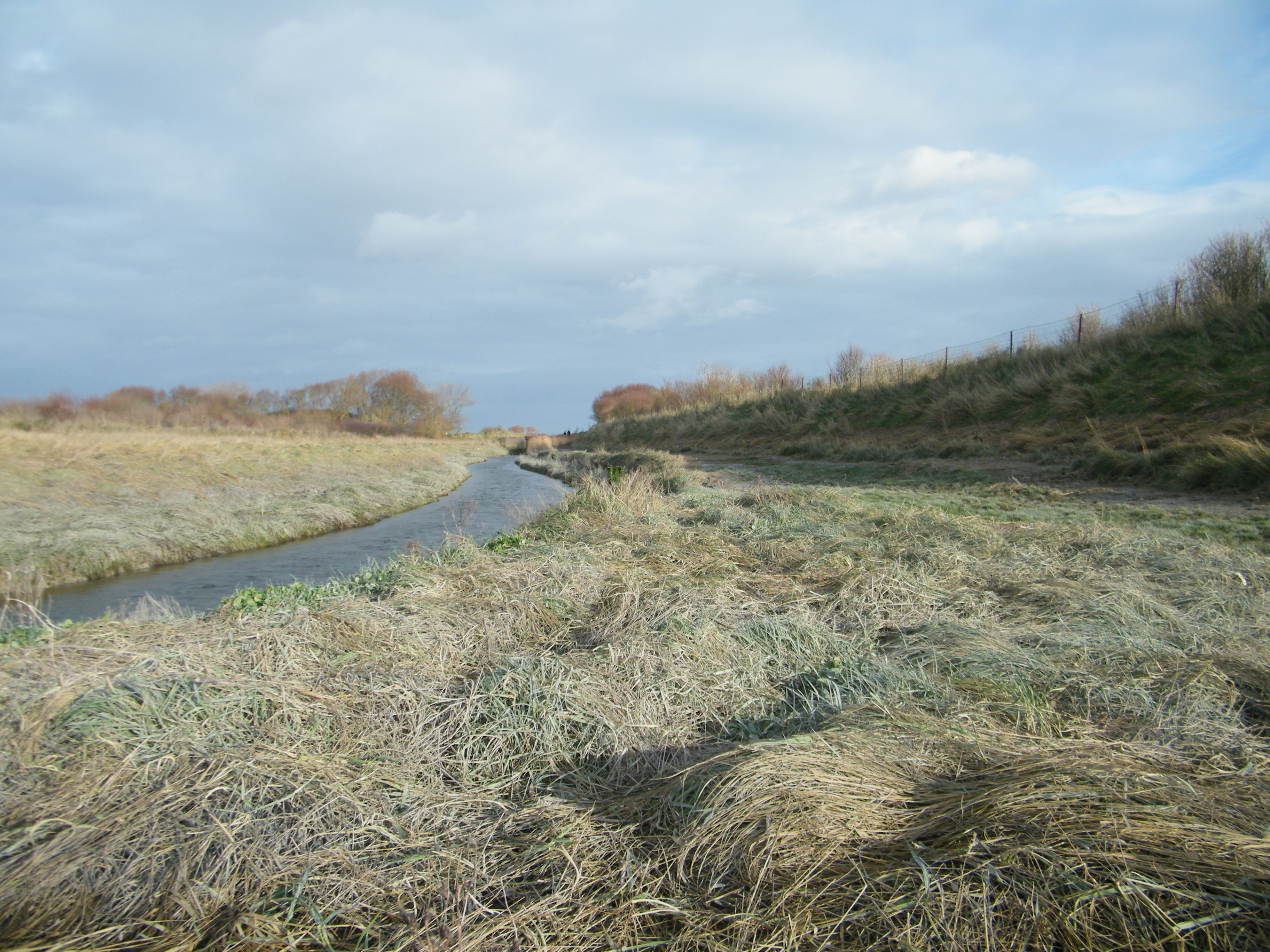
Et la Maye devient le « Voie de Rue » à sa sortie de l'écluse.
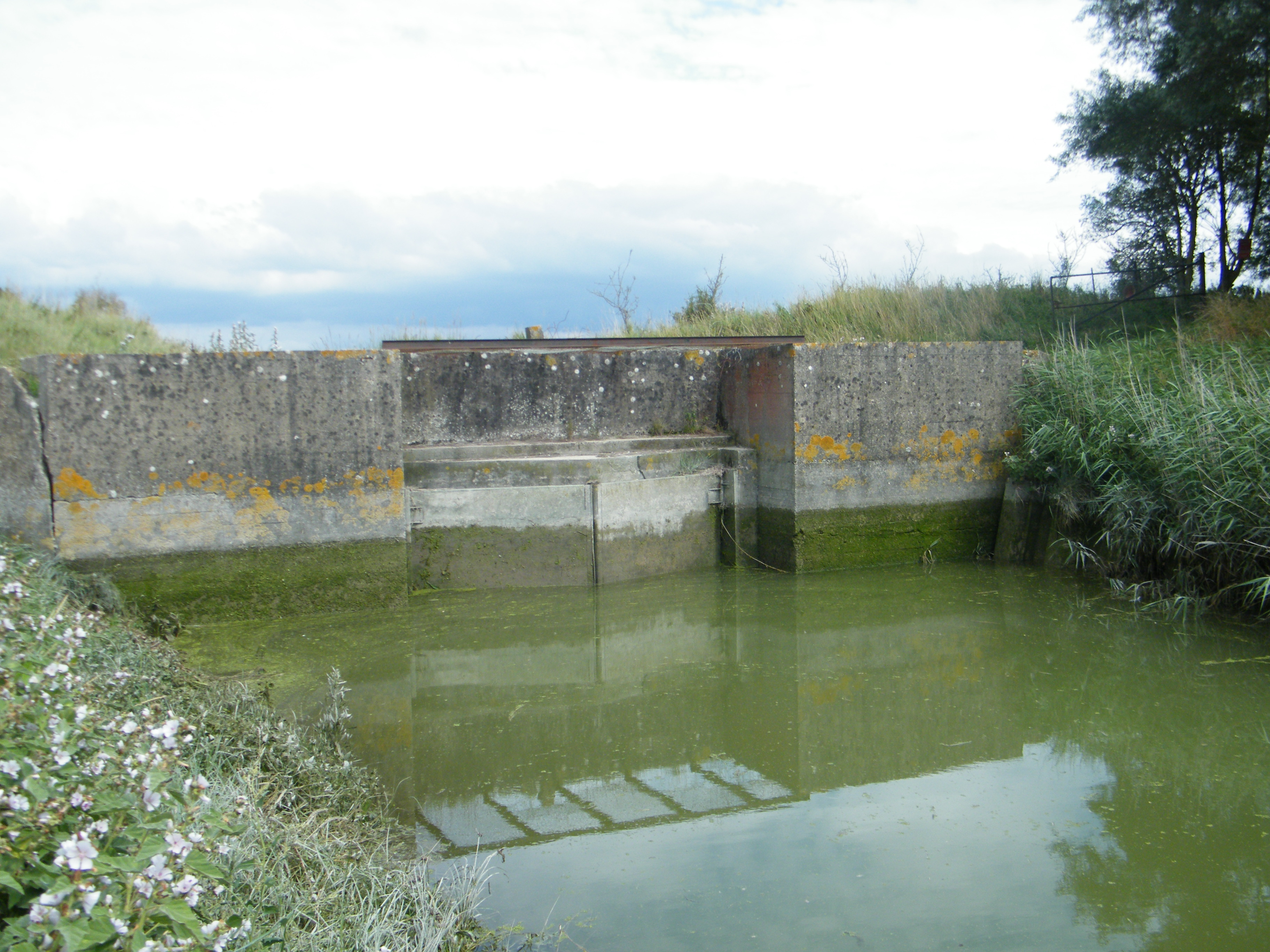
Les portes se ferment à marée montante.
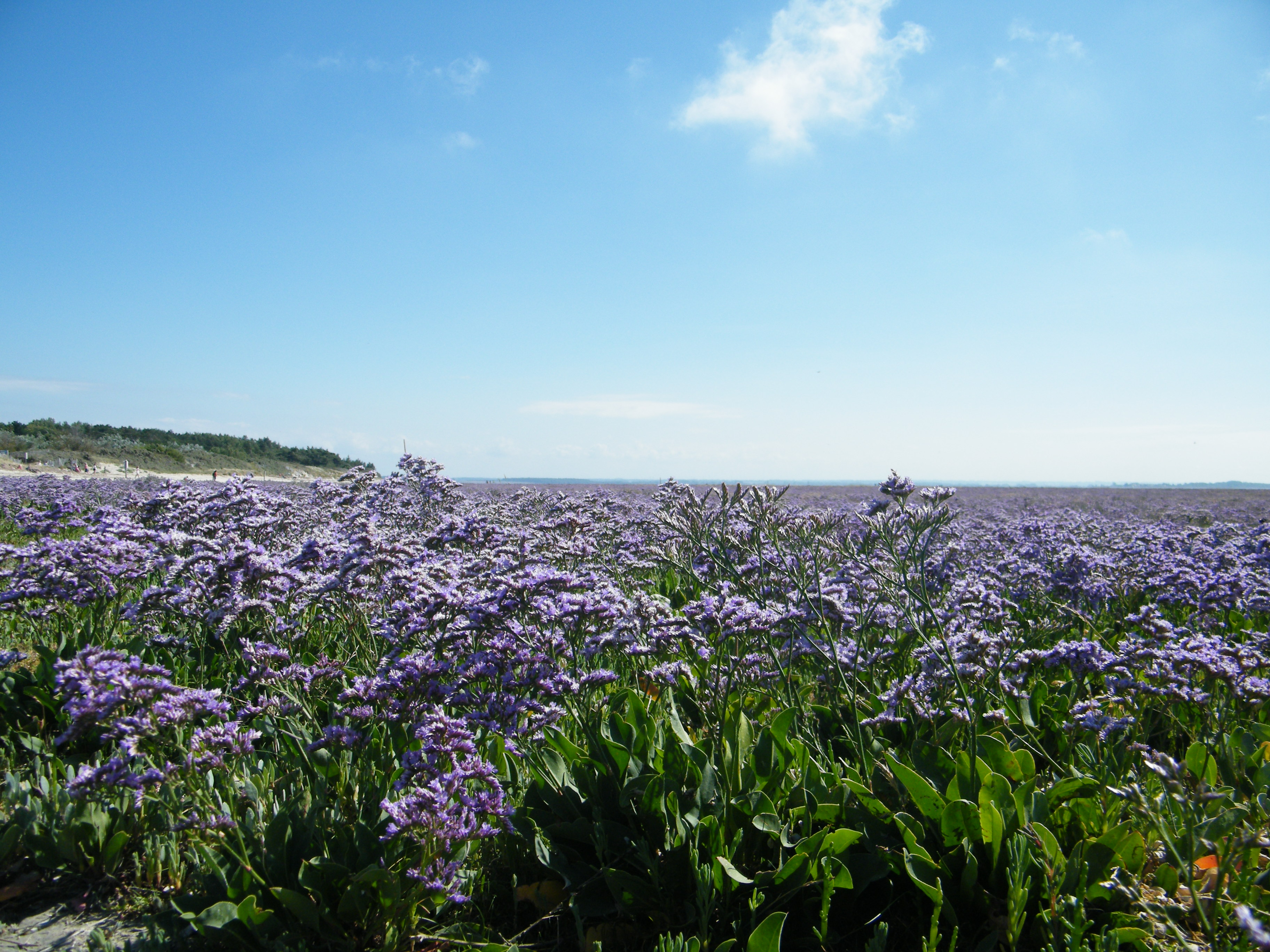
Lilas de mer à la Maye.

#### Réserve naturelle de la Baie de Somme

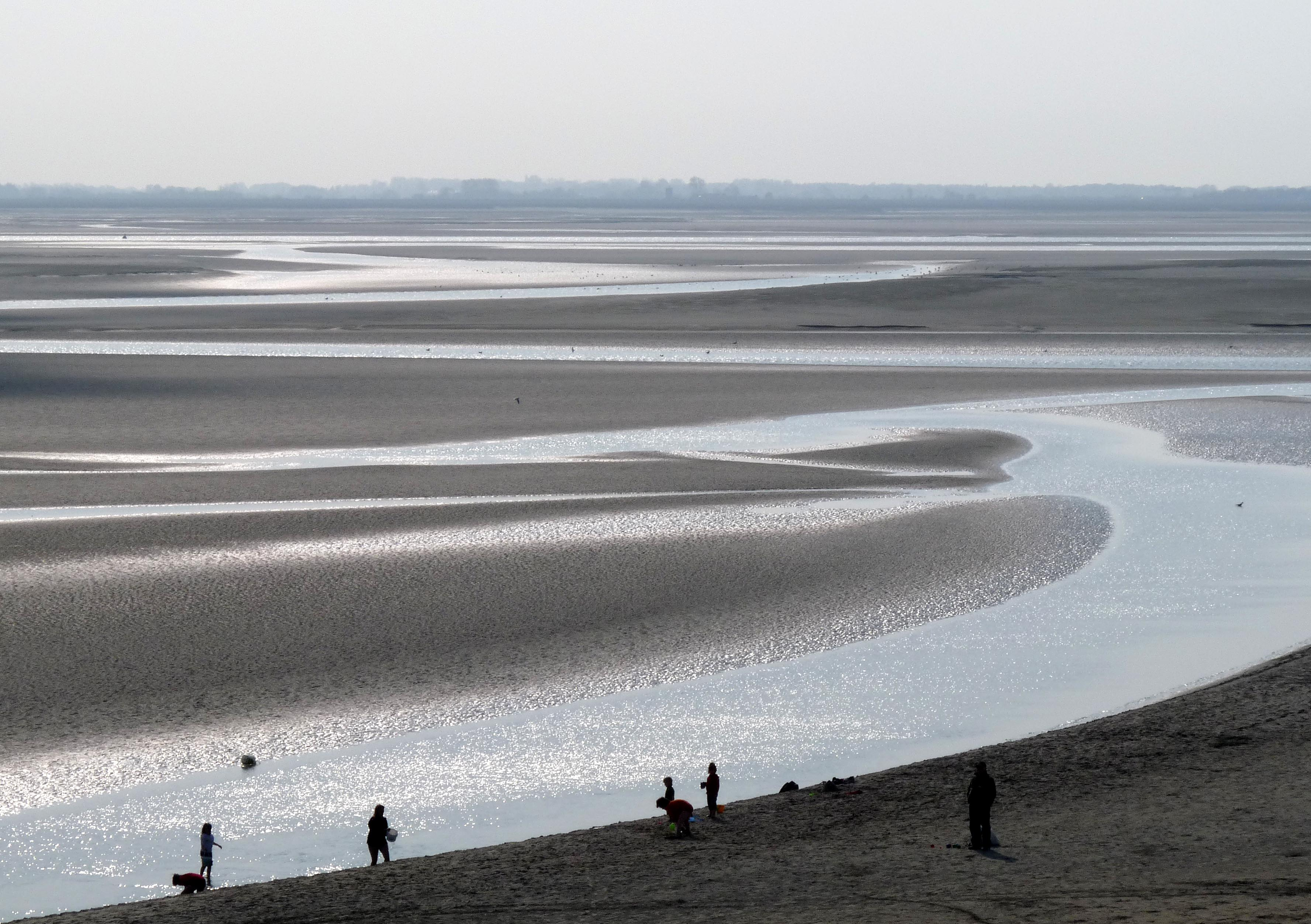
La Baie de Somme

### Le marais communal
Principalement vouée à la chasse à la hutte et à la chasse sociétaire devant soi, cette zone est classée Natura 2000. Quelques chevaux et des bovins rustiques (Highland cattle) profitent du maigre pâturage entre les argousiers, les mares à hutte et les étangs.

### Cinéma
Plusieurs scènes du téléfilm « Le vagabond de la Baie de Somme » ont été tournées sur le parking de la Maye.

### Personnalités liées à la commune-annexe
- Paul Cathelain (1886-1974), adjoint spécial de Saint-Firmin de 1929 à 1965 (36 années consécutives), chevalier de la Légion d'honneur, médaillé militaire.

## Pour approfondir